# Moustapha Adib
Ne pas confondre avec le militant marocain des droits humains Mustapha Adib (militant) (en)
Moustapha Adib Abdul Wahed, également orthographié Mustapha Adib (en arabe : مصطفى أديب), né le 30 août 1972 à Tripoli (Liban), est un universitaire et diplomate libanais.

## Biographie

### Carrière universitaire
Moustapha Adib obtient un doctorat en science politique à l'université de Montpellier.
À partir de 2002, Moustapha Adib est enseignant, et depuis 2010 avec le titre de professeur, de droit constitutionnel, de droit public international et de science politique sur les partis politiques et les lobbies à l'université libanaise, à Beyrouth.
À partir de 2004, il est professeur invité en géopolitique à l'université de Poitiers. Il est également à partir de cette année-là co-directeur, avec la professeure française Marie-Luce Pavia, des deux masters « Administration territoriale », de l'université de Montpellier et de l'université libano-francaise (ULF) au Koura.

### Carrière professionnelle
Entre 2000 et 2004, il est conseiller auprès du ministre des Travaux publics et des Transports, puis entre 2004 et 2005, conseiller auprès du président du Conseil des ministres Najib Mikati dont il est un proche. De 2005 à 2006, il est le représentant de ce dernier au Comité spécial chargé de la nouvelle loi électorale.
En 2011, il est nommé chef de cabinet du président du Conseil des ministres.
Le 18 juillet 2013, alors qu'il n'est pas un diplomate de carrière, il est accrédité comme ambassadeur du Liban en Allemagne. Il est alors, selon Maya Khadra, en dépit de la crise économique au Liban, l'un des ambassadeurs les plus chers payés avec 33 000 dollars par mois.
Il a été nommé à partir de 1er septembre 2024 Délégué Permanent du Liban a.i. auprès de l’Unesco à Paris,

### Désignation avortée comme président du Conseil des ministres
Il est nommé président du Conseil des ministres du Liban le 31 août 2020 par le président Michel Aoun à la suite de la démission du gouvernement dirigé par Hassan Diab, consécutive à la crise politique qui avait suivi l'explosion dans le port de Beyrouth et les importantes destructions dans la ville. Il était précédemment ambassadeur du Liban en Allemagne. Il doit former un gouvernement d'indépendants. Il renonce à former un gouvernement le 26 septembre 2020, en raison des dissensions entre partis politiques concernant l'attribution des ministères.

## Décorations
- Officier de l'ordre de l'Étoile d'Italie
- Commandeur de l'Ordre national du Cèdre